# Hyperextenze

Hyperextenze na římské lavici

Hyperextenze nebo extenze zad, řidčeji záklony v lehu, je cvičení, které působí na všechny části zad včetně vzpřimovače trupu. Při provádění extenzí páteře se zapojuje čtyřhranný sval bederní, velký sval hýžďový a dvojhlavý sval stehenní. Pro plné provedení cviku je nutný speciální posilovací přístroj.
Název hyperextenze je zavádějící, neboť k nadměrné extenzi by při cvičení docházet nemělo.

## Provedení a doporučení
Při provádění cvičení je nutné dodržovat příslušná doporučení:
- neužívat švihu, cvičit zvolna a pomalu,
- ruce by při cvičení na lavici měly být za hlavou nebo zkřížené vepředu s dlaněmi na prsou,
- pozice pánve nesmí přesahovat kraj lavice, v takovém případě je tlak na svalstvu zadních stehen a hýždí.